# Дарко Костић
Дарко Костић (рођен 1980. године у Београду) је српски дизајнер.

## Биографија
Завршио је текстилну школу у Београду. Први пут је учествовао на Belgrade Fashion Week-у, који се одржавао у СКЦ-у, октобра 1999. године, и од тада је сталан учесник ове манифестације. Са Di Fashion компанијом је 2002. године започео сарадњу, као дизајнер Exception ateliera. Успех је имао и у иностранству, са колекцијом "Where Dragons Fly" 2003. године коју је представио у Милану. У познатој београдској улици Страхињића Бана има свој атеље.

## Рад
Његове креације су уникатне и јединствене, део су високе моде и захтевају небројено сати ручног рада. Сваки одевни комад је уметничко дело за себе. Дарко је широј јавности познат пре свега по сарадњи са домаћим фолк и поп звездама као сто су Јелена Карлеуша и Наташа Беквалац, а недавно је дизајнирао и венчаницу за Јовану Јоксимовић.
Уопштено можемо рећи да његов рад карактерише "женска романтична душа" коју он увек успева да дочара публици. Из колекције у колекцију може да се прати "романтика", кроз нежне пастелне тонове, где често доминира бела и сребрна. Мотиви који су заступљени на његовим креацијама су флорални, а хаљине, блузе и сукње које су украшене ручно рађеним цветовима, дају утисак модерне бајке. Његова склоност ка коришћењу скупоцених материјала као што су свила, воал, ручно везена чипка, употпуњена зихернадлама и ресама, остављају утисак јачине и бунта.